# Лой (лопата)

Будова лоя (вигляд спереду): полотно (blade), п'ята (heel), ступак (footrest), держак (handle)

Лой (англ. loy) — примітивна ірландська лопата з довгим важким держаком, зроблена з ясену, вузьким сталевим полотном попереду та однобічним ступаком. Слово loy походить від ірландського (гельського) слова láí («лопата»). Використовувався для ручної оранки до й під час Великого Голоду.

## Будова
Лой являє собою вузьку лопату з полотном близько 35 см завдовжки та 7,5 см завширшки та вигином з 1,5 — 1,8 метровим держаком, який зазвичай робили з ясену. Полотно мало один ступак праворуч для використовування його тільки правою ногою.

## Борознування лоєм
Лой традиційно використовувався для вирощування картоплі. У XIX ст. її вирощували на картопляних борознах, іноді званих «ледачими грядками» (англ. lazy beds). Скиби перегортали з кожного боку, утворюючи борозну. Це іноді звалося покриттям скиб, а самі скиби звалися покривними скибами (cope sods). Скибу ґрунту близько двох третіх метра завширшки на кожнім боці задуманої борозни підіймали лоєм і перегортали таким чином, щоб трав'янисті боки скиб опинялися разом. Гній вносили на борозну заздалегідь. Вузькі борозни часто робилися партіями близько дванадцяти скиб. Оранку лоєм застосовували на маленьких господарствах або на горбистій місцевості, де коні не могли використовуватися або господарі не могли собі їх дозволити. Лой використовували у найбідніших районах аж до 1960-х років. Цьому сприяв вологий клімат Ірландії, бо канави, утворені під час борознування забезпечували осушення. Також це уможливлювало вирощування картоплі на болотистих місцевостях, рівно як на схилах, де інші засоби оброблення були незастосовними.

## Інше уживання
Поряд з оранкою та борознуванням, лой також використовувався для копання картоплі та інших землекопних робіт, наприклад, видобутку торфу. Копання лоєм досі є популярною розвагою в Ірландії, яку влаштовує національна «Спілка копання лоєм» (Loy Digging Association). Копання лоєм є невід'ємною частиною «Національної Першості з оранки» (National Ploughing Championships).

## Лой у культурі

### У драматургії
«Плейбой Західного Світу» ірландського драматурга Дж. М. Сінга, дія якого відбувається у пабі в графстві Мейо на початку 1900-х років, оповідає про Крісті Магона, молодика, який втік з своєї ферми. Магон заявляє, що вбив свого батька, двигнувши лоєм йому по голові. Надалі виявляється, що це була неправда.

### У літературі
Ірландський письменник Деклан Х'юз пише романи про детектива Еда Лоя, чиє ім'я — данина пошани Сему Спейду (букв. «Лопата») — вигаданому персонажу «Мальтійського Сокола» С. Д. Гемметта.